# Аренсибиа, Йорданис
Йорданис Аренсибиа-Вердесиа (исп. Yordanis Arencibia Verdecia, род. 24 января 1980, Амансио, Лас-Тунас) — кубинский дзюдоист, чемпион Панамериканских игр, призёр чемпионатов мира и Олимпийских игр.

## Биография
Родился в 1980 году в Амансио. В 1999 году стал обладателем бронзовых медалей чемпионата мира и Панамериканских игр. В 2000 году принял участие в Олимпийских играх в Сиднее, но наград не завоевал. В 2001 году вновь стал бронзовым призёром чемпионата мира. В 2003 году стал чемпионом Панамериканских игр и бронзовым призёром чемпионата мира. В 2004 году завоевал бронзовую медаль Олимпийских игр в Афинах. В 2007 году стал серебряным призёром чемпионата мира и бронзовым призёром Панамериканских игр. В 2008 году стал обладателем бронзовой медали Олимпийских игр в Пекине.